# Basen Irmingera
Basen Irmingera – przybrzeżny zbiornik wodny w północnej części Oceanu Atlantyckiego o długości 480 km i szerokości 290 km w najwęższym miejscu. 
Basen Irmingera znajduje się przy południowej części Grenlandii, na południowy zachód od Farvel, gdzie graniczy z Morzem Labradorskim. Na południu przechodzi w otwarty Ocean Atlantycki. Największa głębokość wynosi 4600 m. Basen Irmingera to jeden z głównych obszarów połowowych karmazynów.
Basen Irmingera nazwano na cześć duńskiego wiceadmirała Carla Ludviga Christiana Irmingera, od którego imienia wziął nazwę także Prąd Irmingera.